# Slammy Award 2012
De Slammy Award 2012, waarbij prijzen werden uitgereikt in verschillende categorieën voor de beste professionele worstelaars van WWE (voorheen bekend als World Wrestling Entertainment), vond plaats op 16 en 17 december 2011 in Brooklyn (New York) en Philadelphia (Pennsylvania).

## Prijzen
| Poll                                                | Gepresenteerd door                        | Resultaten |
| --------------------------------------------------- | ----------------------------------------- | --- |
| Feat of Strength of the Year                        | WWE.com                                   | - Sheamus leverde een White Noise aan Big Show - Big Show gaf meerdere KO's aan Sheamus op Hell in a Cell - Antonio Cesaro gaf een Neutralizer aan Brodus Clay - Ryback leverde een Shell Shocked aan Primo en Epico op hetzelfde moment |
| Best Dancer of the Year                             | WWE.com                                   | - Brodus Clay - Rosa Mendes - R-Truth - The Great Khali |
| Top Social Media Ambassador                         | WWE.com                                   | - Charlie Sheen - Mike Tyson - Disney's Muppets - Arnold Schwarzenegger |
| Tweet of the Year                                   | WWE.com                                   | - "Goat face is a horrible insult. My face is practically perfect in every way. In fact, from now on I demand to be called Beautiful Bryan." – Daniel Bryan - "I don't have Instagram. I'm an adult." – Cody Rhodes - "I did it for Andy Kaufman." – CM Punk - "Yes, this is the real Great Khali. I'm ready to tweet with you!" – The Great Khali |
| Insult of the Year                                  | WWE.com                                   | - John Cena aan Dolph Ziggler & Vickie Guerrero: "You're the exact opposite. One enjoys eating a lot of nuts and the other is still trying to find his." - CM Punk noemde Daniel Bryan: "goat-faced." - Sheamus aan Dolph Ziggler, terwijl Ziggler op een ladder stond: "Look at you there, Ziggler. You’re finally taller than everybody, congratulations." - The Rock aan John Cena: "If John Cena had led the American Revolution, right now all of us would be playing cricket, we'd be sipping tea and we'd be blessing the Queen." |
| Facial Hair of the Year                             | WWE.com                                   | - Daniel Bryan - Damien Sandow - Cody Rhodes - CM Punk |
| Betrayal of the Year                                | WWE.com                                   | - Big Show telde John Cena uit op Over the Limit - Daniel Bryan dumpt AJ Lee - AJ Lee loopt weg van Daniel Bryan - Eve sloeg Zack Ryder |
| Crowd Chant of the Year                             | WWE.com                                   | - "Feed Me More!" - "YES! YES! YES!" - "Hoeski!" - "Cody's Mustache!" |
| WWE.com Exclusive Video of the Year                 | WWE.com                                   | - Jerry "The King" Lawler sprak op WWE.com over zijn miraculeuze terugkeer - Eve ontsloeg The Bella Twins online - Daniel Bryan expliceerde waarom hij "Mr. Small Package" is - CM Punk & Paul Heyman adresseerde over Punks 365-dagen heerschappij |
| Upset of the Year                                   | WWE.com                                   | - Daniel Bryan versloeg Mark Henry en Big Show op Royal Rumble - Justin Gabriel versloeg Antonio Cesaro - Dolph Ziggler wint de Money in the Bank - Santino Marella versloeg Jack Swagger voor het WWE United States Championship |
| Diva of the Year                                    | WWE.com                                   | - AJ Lee - Layla - Kaitlyn |
| "Tell Me" I Didn't Just See That Moment of the Year | Booker T                                  | - Kofi Kingston houdt de ring vast met een hand tijdens de Royal Rumble match om de eliminatie te vermijden op Royal Rumble - Brad Maddox sloeg Ryback aan zijn edelen op Hell in a Cell - Sheamus versloeg Daniel Bryan in 18 seconden voor het WWE World Heavyweight Championship op WrestleMania XXVIII - CM Punk viel The Rock op Raw 1000 |
| Comeback of the Year                                | New Age Outlaws (Road Dogg & Billy Gunn   | - Jerry Lawler - Brock Lesnar - Chris Jericho - D-Generation X |
| Kiss of the Year                                    | Vickie Guerrero                           | - AJ Lee en John Cena - AJ Lee en Daniel Bryan - AJ Lee en Kane - AJ Lee en CM Punk |
| Superstar of the Year                               | Ric Flair                                 | - John Cena - Sheamus - Big Show - CM Punk |
| LOL! Moment of the Year                             | Santino Marella en Tensai                 | - The Rock beledigde John Cena door de geschiedenis van Boston (Massachusetts) te gebruiken - Kane en Daniel Bryans boosheid sessies - Randy Ortons voedselgevecht - Vickie Guerrero's danceoff met Brodus Clay |
| #Trending Now of the Year                           | Zack Ryder & Layla                        | - Rybacks #FeedMeMore - John Laurinaitis's #PeoplePower - R-Truths #LittleJimmy - Zack Ryders #WWWYKI |
| Newcomer of the Year                                | Sheamus                                   | - John Cena vs. The Rock op WrestleMania XXVIII - Vince McMahon werd van de WWE verwijderd - Edge's pensioen - Kevin Nash keerde terug op SummerSlam |
| WWE A-lister of the Year                            | Vickie Guerrero en Goldust                | - Ryback - Brodus Clay - Antonio Cesaro - Damien Sandow |
| Match of the Year                                   | Gene Okerlund, Ricky Steamboat & Jim Ross | - Hell in a Cell match: The Undertaker vs. Triple H – WrestleMania XXVIII - Extreme Rules match: Brock Lesnar vs. John Cena – Extreme Rules - Big Show vs. Sheamus – Hell in a Cell - The Rock vs. John Cena – WrestleMania XXVIII |